# Krzysztof Riege
Krzysztof Andrzej Riege (ur. 20 sierpnia 1948 w Gdyni, zm. 16 lipca 2015 w Warszawie) – polski reżyser, operator, scenarzysta, niezależny producent telewizyjny i filmowy).
Studia na Wydziale Operatorskim Państwowej Wyższej Szkoły Filmowej, Telewizyjnej i Teatralnej im. Leona Schillera w Łodzi ukończył w 1971, po czym uzyskał tytuł magistra sztuki. Członek Stowarzyszenia Filmowców Polskich, oraz Związku Autorów i Producentów Audiowizualnych ZAPA.
Członek Związku Autorów ZAiKS. Członek założyciel Stowarzyszenia Producentów Telewizyjnych i Filmowych (razem z: Wojciechem Pijanowskim, Włodziemierzem Zientarskim, Janem Dworakiem). Założyciel Express Promotion firmy produkującej filmy i programy telewizyjne (1990). Założyciel Polskiego Wydawnictwa Multimedialnego EduMedia (2004) produkującego filmy edukacyjne.
Założyciel pierwszej w Polsce Szkoły Filmowej online Internetowe Vademecum (2008).

## Praca
Po studiach przez dwa lata (1971–1973) pracował jako operator-newsman w niemieckiej telewizji ZDF.
Debiutował jako reżyser (w Polsce) filmem Komeda (1973) WFDiF/TVP, 31 min, 35 mm, kolor, (film-biografia kompozytora Krzysztofa Komedy-Trzcińskiego).
Jako producent debiutował pierwszym polskim sitcomem Zulu-Gula (145 odcinków, 1991 – 1994), który to cykl w plebiscycie publiczności w 1993 roku zajął pierwsze miejsce przed programami "Polskie Zoo" i "Kabaret Olgi Lipińskiej". W najlepszym momencie osiągnął 65 proc. oglądalności.
Od 1990 roku jako scenarzysta, reżyser i producent zrealizował blisko trzysta telewizyjnych programów i filmów edukacyjnych z czego Beata i Śmieci 8-odcinkowy serial poświęcony problematyce ekologicznej był wielokrotnie emitowany w Polsce z za granicą.
Od kwietnia do czerwca 2013 prowadził własny kanał na YouTube pod nazwą "Telewidelec".

## Dorobek

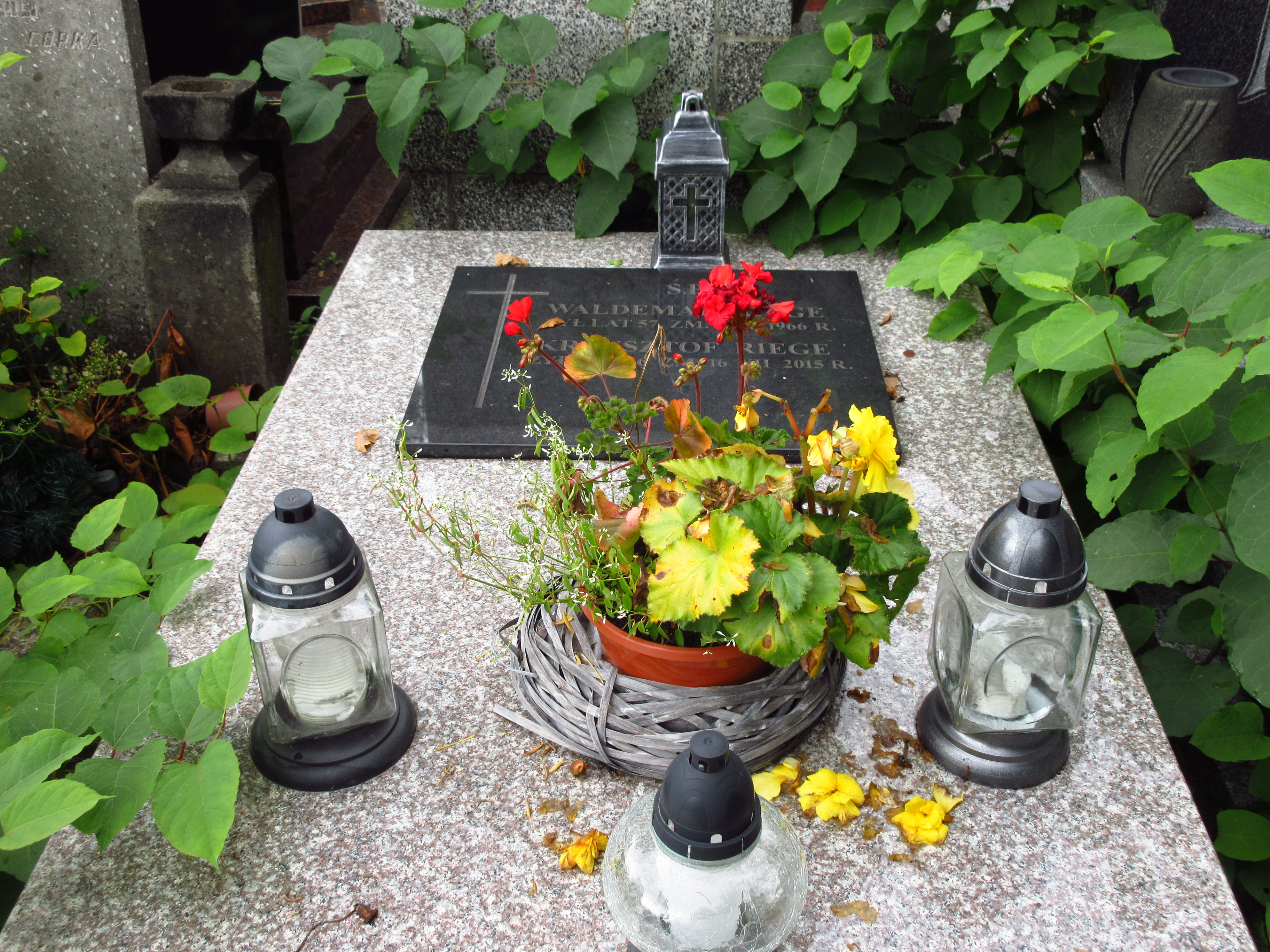
Grób Krzysztofa Riege na Cmentarzu Bródnowskim.

Nagrody: W trakcie studiów: Festiwalu Etiud Szkoły Filmowej(1972) – nagroda za zdjęcia do filmu "Argentyna" reż. Radosław Piwowarski oraz "Lekcja miłości" reż. Zbigniew Kamiński.
Festiwale:
Grand Prix oraz nagroda za reżyserię i montaż superprodukcji telewizyjnej Śląsk na Międzynarodowym Festiwalu Filmów Folklorystycznych w Moskwie.
Udział: Kraków Obecność (wyróżnienie). Niepokalanów 99 Schnell i inne.
Na dorobek Krzysztofa Riege składa się blisko siedemset tytułów pozycji dokumentalnych, rozrywkowych, muzycznych, kabaretowych i edukacyjnych.

## Miejsce spoczynku
Pochowany na Cmentarzu Bródnowskim w Warszawie (kwatera 20G-IV-18).